# Loek Alflen
Laurens Cornelus „Loek” Alflen (ur. 29 sierpnia 1933 w Utrechcie, zm. 17 sierpnia 2015 tamże) – holenderski zapaśnik walczący w stylu klasycznym. Olimpijczyk z Rzymu 1960, gdzie zajął trzynaste miejsce w kategorii do 57 kg.
Jego syn Rob Alflen był piłkarzem.

## Letnie Igrzyska Olimpijskie 1960
| Konkurencja          | Rundy eliminacyjne | Rundy eliminacyjne       | Rundy eliminacyjne | Klas. końcowa |
| Konkurencja          | Przeciwnik I       | Przeciwnik II            | Przeciwnik III     | Miejsce       |
| -------------------- | ------------------ | ------------------------ | ------------------ | ------------- |
| 57 kg styl klasyczny | Imre Hódos (HUN) P | Michel Ben Akoun (MAR) Z | Ion Cernea (ROU) P | 13.           |